# Friedrich Theodor von Schubert
Friedrich Theodor von Schubert, född 30 oktober 1758 i Helmstedt, Tyskland, död 21 oktober 1825 i Sankt Petersburg, Ryssland var en tysk astronom och geograf verksam i Ryssland.

## Biografi
Teodor var son till Johann Ernst Schubert, professor i teologi och abbot i Michaelstein Abbey. Han studerade teologi, men gillade det inte och reste utomlands, först till Sverige 1779, därefter till Bartelshagen, där han blev informator för major von Cronhelms barn. Eftersom majoren var intresserad av matematik och astronomi var Theodor tvungen att själv studera dessa ämnen för att kunna undervisa i dem. Han gifte sig sedan med dottern till majoren, Luise Friederike von Cronhelm, varpå reste han till Tallinn i Estland, för ett nytt uppdrag som privatlärare. Han flyttade vidare till Haapsalu, där han undervisade unga adelsmän i matematik, som en förberedelse för ett liv som officer. 
År 1785 blev Teodor assistent i ryska vetenskapsakademin som geograf, 1800 akademiens bibliotekarie och i juni 1789 blev han fullvärdig medlem i akademin. År 1803 blev han chef för akademins astronomiska observatorium och 1805 ingick han i den misslyckade ryska expeditionen till Kina, tillsammans med sin son. Han valdes till utländsk hedersledamot vid American Academy of Arts and Sciences 1812.
Teodor producerade inte enbart några vetenskapliga verk, utan också böcker om populariserad astronomi. Mellan 1788 och 1825 publicerade han St. Petersburger Kalender, och mellan 1808 och 1818 St. Petersburger astronomischen Taschenkalender. Han skrev också för tidningarna och för den tyskspråkiga St. Petersburger Zeitung, som han redigerade från 1810 fram till sin död.
Teodors son Friedrich von Schubert var general i den ryska armén och upptäcktsresanden.

### Namngivning
Månkratern Schubert är uppkallad efter honom.